# Notausgang (Band)
Notausgang ist eine Deutschpunk-Band aus der Schweiz. Sie besteht aus Thomas Weber (Bass, Gesang), Guido Wohler (Gitarre) und Patrick Schneider (Schlagzeug).

## Geschichte
Die Band wurde 1989 gegründet. Die ersten beiden Veröffentlichungen (EP Für Nichts 1989 und Dunkle Wolken 1991) erschienen im Eigenverlag. Für die dritte Veröffentlichung Tiefe Schluchten schafften sie es, beim Major Label BMG Ariola unter Vertrag genommen zu werden. Die nächsten beiden Alben Es geht uns gut… (1998) und Zeitgeist (1999) erschienen bei Leech Records. Nach Zeitgeist trennte sich die Band.
Nach der Wiedervereinigung 2007 erschien bei 808records das Best-Of-Album Endlich wieder. Das sechste Album von Notausgang mit dem Titel Nur für D!esen Tag erschien 2010 bei Auenland Distributions.

## Diskografie

### Studioalben
- 1991: Tiefe Schluchten
- 1989: Es geht uns gut…
- 1999: Zeitgeist
- 2010: Nur für D!esen Tag

### EPs
- 1989: Für Nichts
- 1991: Dunkle Wolken

### Kompilationen
- 2007: Endlich wieder